# Tubulipora pulcherrimoidea
Tubulipora pulcherrimoidea är en mossdjursart som beskrevs av Liu 200. Tubulipora pulcherrimoidea ingår i släktet Tubulipora och familjen Tubuliporidae. Inga underarter finns listade i Catalogue of Life.